# Lijst van voetbalinterlands Congo-Kinshasa - Soedan
Deze lijst van voetbalinterlands is een overzicht van alle officiële voetbalwedstrijden tussen de nationale teams van Congo-Kinshasa (dat van 1971 tot 1997 Zaïre heette) en Soedan. De Afrikaanse landen hebben tot op heden elf keer tegen elkaar gespeeld. De eerste wedstrijd, een kwalificatiewedstrijd voor de Afrika Cup 1968, vond plaats op 2 augustus 1967 in Kinshasa. Het laatste duel, een kwalificatiewedstrijd voor het Wereldkampioenschap voetbal 2026, vond plaats op 19 november 2023 in Benghazi (Libië).

## Wedstrijden
| №  | Plaats    | Datum             | Competitie                   | Wedstrijd               | Uitslag |
| -- | --------- | ----------------- | ---------------------------- | ----------------------- | ------- |
| 1  | Kinshasa  | 2 augustus 1967   | Afrika Cup 1968 kwalificatie | Congo-Kinshasa − Soedan | 3 − 2   |
| 2  | Kinshasa  | 16 augustus 1967  | Afrika Cup 1968 kwalificatie | Soedan − Congo-Kinshasa | 1 − 0   |
| 3  | Kinshasa  | 27 september 1967 | Afrika Cup 1968 kwalificatie | Soedan − Congo-Kinshasa | 1 − 2   |
| 4  | ?         | 30 juni 1970      | Vriendschappelijk            | Congo-Kinshasa − Soedan | 3 − 0   |
| 5  | Douala    | 25 februari 1972  | Afrika Cup 1972              | Zaïre − Soedan          | 1 − 1   |
| 6  | Dire Dawa | 6 maart 1976      | Afrika Cup 1976              | Zaïre − Soedan          | 1 − 1   |
| 7  | Khartoem  | 5 maart 2003      | Vriendschappelijk            | Soedan − Congo-Kinshasa | 1 − 3   |
| 8  | Caïro     | 11 januari 2011   | Vriendschappelijk            | Congo-Kinshasa − Soedan | 2 − 1   |
| 9  | Omdurman  | 8 juni 2022       | Afrika Cup 2023 kwalificatie | Soedan − Congo-Kinshasa | 2 − 1   |
| 10 | Kinshasa  | 9 september 2023  | Afrika Cup 2023 kwalificatie | Congo-Kinshasa − Soedan | 2 − 0   |
| 11 | Benghazi  | 19 november 2023  | WK 2026 kwalificatie         | Soedan − Congo-Kinshasa | 1 − 0   |

## Samenvatting
| Competitie              | Totaal gespeeld | Winst Congo-Kinshasa | Gelijk | Winst Soedan | Doelsaldo Congo-Kinshasa – Soedan |
| ----------------------- | --------------- | -------------------- | ------ | ------------ | --------------------------------- |
| WK-kwalificatie         | 1               | 0                    | 0      | 1            | 0 − 1                             |
| Afrika Cup              | 2               | 0                    | 2      | 0            | 2 − 2                             |
| Afrika Cup-kwalificatie | 5               | 3                    | 0      | 2            | 8 − 6                             |
| Vriendschappelijk       | 3               | 3                    | 0      | 0            | 8 − 2                             |
| Totaal                  | 11              | 6                    | 2      | 3            | 18 − 11                           |

Wedstrijden bepaald door strafschoppen worden, in lijn met de FIFA, als een gelijkspel gerekend.
FECOFA · Bondscoaches · Selecties · A-internationals · Vrouwenelftal van Congo-Kinshasa
1960 – 1969 ·
1970 – 1979 ·
1980 – 1989 ·
1990 – 1999 ·
2000 – 2009 ·
2010 – 2019 ·
2020 – 2029
AC 1965 ·
AC 1968 ·
AC 1970 ·
AC 1972 ·
AC 1974 ·
WK 1974 ·
AC 1976 ·
AC 1988 ·
AC 1992 ·
AC 1994 ·
AC 1996 ·
AC 1998 ·
AC 2000 ·
AC 2002 ·
AC 2004 ·
AC 2006 ·
AC 2013
1963 ·
1964 · 
1965 ·
1966 · 
1967 ·
1968 · 
1969 ·
1970 · 
1971 ·
1972 · 
1973 ·
1974 · 
1975 · 
1976 ·
1977 · 
1978 ·
1979 ·
1979 · 
1980 ·
1980 · 
1981 ·
1982 ·
1983 ·
1984 · 
1985 ·
1986 · 
1987 ·
1988 · 
1989 ·
1990 · 
1991 ·
1992 · 
1993 ·
1994 · 
1995 ·
1996 · 
1997 ·
1998 · 
1999 ·
2000 · 
2001 ·
2002 · 
2003 ·
2004 · 
2005 · 
2006 ·
2007 · 
2008 ·
2009 · 
2010 · 
2011 ·
2012 · 
2013 · 
2014 ·
2015 ·
2016 ·
2017 ·
2018 ·
2019 ·
2020 ·
2021 ·
2022 ·
2023
Algerije ·
Angola ·
Bahrein ·
Benin ·
Botswana ·
Brazilië ·
Burkina Faso ·
Burundi ·
Centraal-Afrikaanse Republiek ·
China ·
Congo-Brazzaville ·
Djibouti ·
Egypte ·
Equatoriaal-Guinea ·
Ethiopië ·
Gabon ·
Gambia ·
Ghana ·
Guinee ·
Irak ·
Ivoorkust ·
Joegoslavië ·
Kaapverdië ·
Kameroen ·
Kenia ·
Lesotho ·
Liberia ·
Libië ·
Madagaskar ·
Malawi ·
Mali ·
Marokko ·
Mauritanië ·
Mauritius ·
Mexico ·
Mozambique ·
Namibië ·
Nieuw-Zeeland ·
Niger ·
Nigeria ·
Oeganda ·
Oman ·
Qatar ·
Roemenië ·
Rwanda ·
Saoedi-Arabië ·
Schotland ·
Senegal ·
Seychellen ·
Sierra Leone ·
Soedan ·
Swaziland ·
Tanzania ·
Togo ·
Tsjaad ·
Tunesië ·
Zambia ·
Zimbabwe ·
Zuid-Afrika ·
Zuid-Soedan
SFA ·
Bondscoaches ·
Topscorers ·
Soedanees vrouwenelftal
1956 · 
1957 · 
1958 · 
1959 · 
1960 · 
1961 · 
1962 · 
1963 · 
1964 · 
1965 · 
1966 · 
1967 · 
1968 · 
1969 · 
1970 · 
1971 · 
1972 · 
1973 · 
1974 · 
1975 · 
1976 · 
1977 · 
1978 · 
1979 · 
1980 · 
1981 · 
1982 · 
1983 · 
1984 · 
1985 · 
1986 · 
1987 · 
1988 · 
1989 · 
1990 · 
1991 · 
1992 · 
1993 · 
1994 · 
1995 · 
1996 · 
1997 · 
1998 · 
1999 · 
2000 · 
2001 · 
2002 · 
2003 · 
2004 · 
2005 · 
2006 · 
2007 · 
2008 · 
2009 · 
2010 · 
2011 · 
2012 · 
2013 · 
2014 ·
2015 ·
2016 ·
2017 ·
2018 ·
2019 ·
2020 ·
2021
Algerije ·
Angola ·
Bahrein ·
Bangladesh ·
Benin ·
Burkina Faso ·
Burundi ·
Centraal-Afrikaanse Republiek ·
China ·
Congo-Brazzaville ·
Congo-Kinshasa ·
Djibouti ·
Egypte ·
Equatoriaal-Guinea ·
Eritrea ·
Ethiopië ·
Gabon ·
Ghana ·
Guinee ·
Guinee-Bissau ·
Irak ·
Ivoorkust ·
Jemen ·
Jordanië ·
Kameroen ·
Kenia ·
Koeweit ·
Lesotho ·
Libanon ·
Liberia ·
Libië ·
Madagaskar ·
Malawi ·
Mali ·
Marokko ·
Mauritanië ·
Mauritius ·
Mozambique ·
Nieuw-Zeeland ·
Niger ·
Nigeria ·
Oeganda ·
Oman ·
Palestina ·
Qatar ·
Rwanda ·
Saoedi-Arabië ·
Sao Tomé en Principe ·
Senegal ·
Seychellen ·
Sierra Leone ·
Somalië ·
Sri Lanka ·
Swaziland ·
Syrië ·
Tanzania ·
Togo ·
Tsjaad ·
Tunesië ·
Verenigde Arabische Emiraten ·
Zambia ·
Zimbabwe ·
Zuid-Afrika ·
Zuid-Korea ·
Zuid-Soedan